# سوفی پری
سوفی پری (انگلیسی: Sophie Perry؛ زادهٔ ۱۱ نوامبر ۱۹۸۶) بازیکن فوتبال اهل انگلستان است که در پست مدافع کناری برای باشگاه چونبوری در لیگ زنان تایلند بازی می‌کند. او قبلا برای ردینگ، برایتون اند هوو آلبیون، چلسی و میلوال بازی کرده بود.
وی همچنین در تیم‌های ملی فوتبال زیر ۲۳ سال زنان انگلستان و زنان جمهوری ایرلند بازی کرده است.